# Van valami a pajtában
A Van valami a pajtában (eredeti cím: There's Something in the Barn) 2023-ban bemutatott norvég horror filmvígjáték, amelyet Aleksander Kirkwood Brown forgatókönyvéből 	Magnus Martens rendezett. A főbb szerepekben Martin Starr, Amrita Acharia és Kiran Shah látható.
A filmet először 2023. szeptember 23-án mutatták be a Fantastic Festen, Norvégiában 2023. november 10-én került a mozikba. Magyarországon december 28-án jelent meg az ADS Service forgalmazásában. Általánosságban pozitív visszajelzéseket kapott a kritikusoktól.

## Cselekmény
Egy norvég faluban éjszaka egy férfi megpróbálja felgyújtani a pajtáját, de valaki rátámad. A férfi ruhája lángra kap, így pánikszerűen kirohan a házból és meghal.
Az amerikai Nordheim család örökölt egy farmot Norvégiában. A családot Bill és Carol, fiuk Lucas és lányuk Nora alkotja. A farmra vezető úton a családot megijeszti egy vad jávorszarvas, amelyet úgy döntenek, lefotóznak. Liv rendőrnő figyelmezteti Nordhamékat, hogy tartsák tiszteletben a természetet. Az új helyen az élet hamarosan frusztrálóvá válik az amerikaiak számára. Nora különösen boldogtalan, mert a városban rossz az internet. Lucas körülnéz a pajtában, és észreveszi, hogy csapdák vannak elhelyezve. Megtud egy helyi legendát egy „pajta koboldról”, aki megjutalmazza az őt tisztelőket, és árt a nem tisztelőknek. A kobold nagyon ingerlékeny, nem szereti a mesterséges fényt és a hangos zajokat. Lucas találkozik vele a pajtában, és ad neki egy sütit. Cserébe a kobold elvégzi a házimunkát, amikor senki sem figyel (Bill naivan azt hiszi, ez a „norvég szocializmus” eredménye).
Bill azonban úgy dönt, amerikai mintára ünnepli a karácsonyt: rengeteg füzért akaszt fel lámpákkal és egy felfújható Mikulás helyez a kertbe, hogy ezzel kívánjon mindenkinek boldog ünnepeket. Lucas figyelmezteti, a koboldnak nem tetszik, de nem hisznek neki. Másnap reggel a Mikulást darabokban találják. A rendőrnő azzal tréfálkozik, hogy egy jávorszarvas tette ezt. Bill összegyűjti a szomszédait egy karácsony esti ünnepségre a feldíszített pajtában. Az ünnepség jól sikerül, de a koboldot zavarja a hangos zene. Lucas kikapcsolja a zenét, hogy jó kapcsolatot ápoljon a lénnyel.
A kobold türelme azonban elfogy, miután Nora berúg, és véletlenül meglátja őt. A kobold lelöki Billt a pincébe. Billnek eszébe jut, hasonló történt a nagyapjával (az első jelenetben látható). Carol kezd hinni abban, hogy a farmon természetfeletti erő van. Lucas megpróbálja kásával megbékíteni a lényt, de azt végül Bill eszi meg. A kobold nem akar más ételt enni.
A kobold megöli a szomszéd Raymondot (aki a Mikulásnak öltözött be) úgy, hogy felnyársalja egy jégcsappal. A kobold ezután betöri Nordheimék autójának ablakát, de visszavonul, miután Lucas szól, kapcsolja be a fényszórót. A lény kiabál, és más koboldok tömegét hívja segítségül. A felfegyverzett lények mindent összetörnek a házban, de Liv a lámpás fényével elkergeti őket. Nem hiszi el az „őrült amerikaiak” történetét, azt hiszi, csak részegek. Hirtelen egy kobold ellopja a hószánját, és hernyótalpaival szétdarálja a rendőrnőt.
Bill és Lucas szánon megy segítségért, míg Carol és Nora elbarikádozzák magukat a ház második emeletének egyik szobájában. A koboldok elhurcolják Norát az erdőbe, és megpróbálják megfojtani Carolt. A nő egy amerikai zászlórúddal leszúrva végez velük. Bill és Lucas elérik a szomszédjukat, Tort, aki tétován beleegyezik a segítségbe. Megkötözve találják Norát, de rájönnek, a kobol ok csapdát állítottak. Tor alkut ajánl, de a lények ezt visszautasítják. Csak az első kobold, akivel Lucas először találkozott, hisz a barátságban, és eloldozza Nórát. Nordhamék visszaszaladnak a házba. Kitalálnak egy tervet, hogy befejezzék Bill nagyapjának munkáját; becsalogatják az ellenséges koboldokat a pajtába, majd felgyújtják azt. Tor visszatér az erdőből a koboldokkal, akik végül beleegyeznek, hogy békében éljenek az emberekkel. Tor a koboldot a múzeumban helyezi el, ahol senki sem fogja zavarni. Bill elmondja, nem volt rossz karácsony este, amire Nora azt feleli, szörnyű volt.

## Szereplők
| Szerep         | Színész                | Magyar hang      |
| -------------- | ---------------------- | ---------------- |
| Bill Nordheim  | Martin Starr           | Dányi Krisztián  |
| Carol Nordheim | Amrita Acharia         | Dobó Enikő       |
| Pajtakobold    | Kiran Shah             | eredeti nyelven  |
| Lucas Nordheim | Townes Bunner          | Rostás Ábel      |
| Nora Nordheim  | Zoe Winther-Hansen     | Hegedűs Johanna  |
| Tor Åge        | Calle Hellevang Larsen | Dolmány Attila   |
| Liv rendőr     | Henriette Steenstrup   | Bérces Gabriella |
| Raymond        | Jeppe Beck Laursen     | Barna Péter      |
| Erik           | Eldar Vågan            |                  |
| Bente          | Marianne Jonger        |                  |
| Jess           | Claire Dore            |                  |
| Őskobold       | Paul Monaghan          | eredeti nyelven  |

### Magyar változat
- Magyar szöveg: Egressy G. Tamás
- Hangmérnök és Produkciós vezető: Nagy Márk
- Vágó: Haszon Janka
- Gyártásvezető: Szántai Szófia
- Szinkronrendező: Bartucz Attila

A szinkront a Budapest Audio készítette el.

## A film készítése
A film producere a 74 Entertainment, társproducere a Don Films, társfinanszírozója az XYZ Films volt. A Charades 2022 októberében vállalta a film értékesítését. Martin Starr és Amrita Acharia kapták meg a főszerepet, akik a 74 Entertainment Náci zombik 2. című filmjében is együtt szerepeltek. A filmet Aleksander Kirkwood Brown forgatókönyvéből Magnus Martens rendezte.
A forgatás október 24-től 2022. november végéig zajlott Norvégiában; a film felét Litvániában forgatták. Mivel abban az időszakban kevés hó esett, Starr elmondta, hogy a filmhez szükséges látvány megvalósításához teherautókkal kellett havat hozatni.

## Bemutató
A Van valami a pajtában világpremierje 2023. szeptember 23-án volt a texasi Austinban megrendezett Fantastic Festen, majd a Scandinavian Film Distribution 2023. november 10-én jelentette meg Norvégiában. Az Egyesült Királyságban (Vertigo Films) 2023. december 1-jén, az Amerikai Egyesült Államokban (Stage 6 Films) 2023. december 5-én mutatták be a mozikban.

## Bevételi adatok
A film 128 norvég moziban 118 304 dollárral a harmadik helyen nyitott. Összesen 858 318 dollár bevételt hozott. Más területeken 437 334 dollárt hozott, ami világszerte 1,3 millió dolláros összbevételt eredményezett.